# Incognegro
Incognegro ist das Debütalbum des US-amerikanischen Rappers Ludacris. Es erschien am 16. Mai 2000 über das Independent-Label Disturbing tha Peace.

## Produktion
Bei dem Album fungierte Ludacris, der selbst sechs Lieder, das Intro sowie zwei Skits produzierte, als ausführender Produzent. Vier Songs des Albums wurden von dem Musikproduzent Bangladesh produziert, während Jermaine Dupri und Organized Noize je ein Instrumental beisteuerten. An einzelnen Titeln waren zudem Fate Wilson, I-20 und Mike Johnson beteiligt.

## Covergestaltung
Das Albumcover zeigt ein gemaltes Bild von Ludacris’ Gesicht. Er trägt eine Sonnenbrille. Am oberen Bildrand steht der schwarze Schriftzug Ludacris Presents, während der Titel Incognegro in Schwarz am linken Bildrand von unten nach oben geschrieben steht. Außerdem wird auf dem Cover auf die Gastbeiträge und die Lieder What’s Your Fantasy, Game Got Switched sowie Get Off Me hingewiesen.

## Gastbeiträge
Auf sechs Liedern des Albums sind neben Ludacris andere Künstler vertreten. So ist die Rapperin Shawnna am Song What’s Your Fantasy beteiligt. Die Tracks 1st & 10 sowie Catch Up sind Kollaborationen mit den Rappern I-20 und Fate Wilson, und bei Midnight Train hat die Sängerin Chimere einen Gastauftritt. Außerdem wird Ludacris auf Get Off Me von dem Rapper Pastor Troy unterstützt, während der Rapper 4-Ize auf dem Song Mouthing Off zu hören ist.

## Titelliste
| #  | Titel                   | Gastmusiker       | Produzent             | Länge |
| -- | ----------------------- | ----------------- | --------------------- | ----- |
| 1  | Intro                   |                   | Ludacris              | 0:15  |
| 2  | U Got a Problem?        |                   | Bangladesh            | 4:55  |
| 3  | Game Got Switched       |                   | Organized Noize       | 4:09  |
| 4  | 1st & 10                | I-20, Fate Wilson | Bangladesh            | 3:43  |
| 5  | It Wasn’t Us            |                   | Ludacris              | 4:33  |
| 6  | Come on Over (Skit)     |                   | Ludacris, I-20        | 1:03  |
| 7  | Hood Stuck              |                   | Ludacris              | 4:21  |
| 8  | Get Off Me              | Pastor Troy       | Jermaine Dupri        | 2:46  |
| 9  | Mouthing Off            | 4-Ize             | Ludacris              | 3:01  |
| 10 | Midnight Train          | Chimere           | Ludacris              | 4:52  |
| 11 | Ho (Skit)               |                   | Ludacris, I-20        | 0:42  |
| 12 | Ho                      |                   | Bangladesh            | 2:50  |
| 13 | Tickets Sold Out (Skit) |                   | Mike Johnson          | 0:32  |
| 14 | Catch Up                | I-20, Fate Wilson | Ludacris, Fate Wilson | 4:14  |
| 15 | What’s Your Fantasy     | Shawnna           | Bangladesh            | 4:35  |
| 16 | Rock and a Hard Place   |                   | Ludacris, Fate Wilson | 4:21  |

## Chartplatzierungen und Singles
| Professionelle Bewertungen | Professionelle Bewertungen |
| -------------------------- | -------------------------- |
| Kritiken                   |                            |
| Quelle                     | Bewertung                  |
| allmusic                   | [ 3 ]                      |

Incognegro stieg am 14. Oktober 2000, kurz vor Veröffentlichung von Ludacris’ Major-Debüt Back for the First Time, auf Platz 179 in die US-amerikanischen Albumcharts ein und belegte in der folgenden Woche Rang 195, bevor es die Top 200 verließ.
Als erste Single wurde bereits 1998 das Lied Ho veröffentlicht. Im September 2000 folgte die zweite Auskopplung What’s Your Fantasy, die Platz 21 der US-Charts erreichte und sich 22 Wochen in den Top 100 hielt.